# Blinker en de Blixvaten
Blinker en de Blixvaten is een Belgische film uit 2008 gebaseerd op het gelijknamige boek van Marc de Bel. De regie is van Filip Van Neyghem.
Het is de derde Blinker-film en een vervolg op Blinker en het Bagbag-juweel. De film heeft wel een nieuwe cast tegenover de twee vorige. Els Olaerts en Warre Borgmans keren wel terug in hun huidige rollen als Mams en Paps.

## Verhaal
De familie Van Steen brengen de zomer door aan de kust waar Paps een baan heeft gevonden als redder in Oostende. Blinker mag Paps helpen. Ze komen evenwel in aanraking met de door het bedrijf Blix Industries gedumpte vaten met afval. Zaakvoerder Blix Senior en vooral de door hem ingeschakelde Anna Barbera maken dat Blinker weer verzeild geraakt in een nieuw avontuur.

## Rolverdeling
| Acteur                    | Personage              |
| ------------------------- | ---------------------- |
| Kasper Vanbeginne         | Blinker                |
| Warre Borgmans            | Paps/ Blix Junior      |
| Julie Borgmans            | Ellen                  |
| Els Olaerts               | Mams                   |
| Sandrine André            | Anna Barbera           |
| Antony Arandia            | Tino                   |
| Michel Bauwens            | Jos Baessens           |
| Jakob Beks                | Commissaris Van Gestel |
| Camilia Blereau           | Receptioniste          |
| Tuur De Weert             | Blix Senior            |
| Carry Goossens            | Strepers               |
| Jan Maervoet              | De Bruyn               |
| Lynn Van de Velde         | Nelle                  |
| Sally-Jane Van Horenbeeck | Nicole Van Ham         |
| Fred Van Kuyk             | Kapitein JVG           |
| Hilde Veulemans           | Schepen Veulemans      |
| Daniel Vidovsky           | De Wit                 |